# 1,1-Difeniletilén
Az 1,1-difeniletilén aromás szénhidrogén, képlete C14H12.

## Tulajdonságai
A metil-akrilát vagy sztirol gyökös polimerizációját mediálja, láncletörő reakcióban való részvétele miatt kisebb molekulatömegű polimer keletkezik. A dibenzofulvén is hasonló vegyület.

## Szintézise
Technikai termék benzol sztirollal történő alkilezésével nyerhető béta-zeolit és ezt követő dehidrogénezés révén.
sztirol + benzol → 1,1-difeniletán → 1,1-difeniletilén + H2

## Fordítás
Ez a szócikk részben vagy egészben  a(z)   1,1-Diphenylethylene című angol Wikipédia-szócikk ezen változatának fordításán alapul.  Az eredeti cikk szerkesztőit annak laptörténete sorolja fel. Ez a jelzés csupán a megfogalmazás eredetét és a szerzői jogokat jelzi, nem szolgál a cikkben szereplő információk forrásmegjelöléseként.